# Gérard Paulin Sanfourche
Gérard Paulin Sanfourche va néixer el 26 de juliol de 1904 a Berbiguières i va morir el 29 de juliol de 1976 a La Réole, tinent coronel de la Força Aèria aleshores resistent a les FFI i part de la secció F de la xarxa Hilaire-Buckmaster de l'Executiu d'Operacions Especials, durant la Segona Guerra Mundial.